# ジョージ・リンジー (第14代クロフォード伯爵)
第14代クロフォード伯爵ジョージ・リンジー（英語: George Lindsay, 14th Earl of Crawford、16世紀末 – 1633年）は、スコットランド貴族、軍人。

## 生涯
第13代クロフォード伯爵ヘンリー・チャータリスと1人目の妻ヘレン・チザム（Helen Chisholm、ジェイムズ・チザムの娘）の息子として生まれた。父は1584年に姓をリンジーからチャータリスに改めたが、ジョージはリンジー姓を名乗った。
1621年、エリザベス・シンクレア（Elizabeth Sinclair、第5代ケイスネス伯爵ジョージ・シンクレアの娘）と結婚、1女をもうけた。
- マーガレット（1625年11月3日 – 1655年 ケイスネス） - 生涯未婚

1623年に父が死去すると、クロフォード伯爵位を継承した。
フィンヘイヴン城と先祖代々の墓地を叔父アレグザンダーの息子にあたる第2代スピニー卿アレグザンダー・リンジーに売却したのち、大陸ヨーロッパでスウェーデン王グスタフ2世アドルフの部下、歩兵中隊隊長として従軍した。
1633年、自身の連隊の中尉に殺害され、ドイツで埋葬された。妻との間で1女しかおらず、異母弟アレグザンダーが爵位を継承した。